# Karakuzu, Aliağa
Karakuzu là một xã thuộc huyện Aliağa, tỉnh İzmir, Thổ Nhĩ Kỳ. Dân số thời điểm năm 2010 là 738 người.